# Есенно слънце
„Есенно слънце“ е български телевизионен игрален филм (психологическа драма) от 1982 година на режисьора Павел Павлов, по сценарий на Георги Мишев. Сценарият е написан по мотиви от прозата на Константин Константинов. Оператор е Иван Варимезов. Музиката във филма е композирана от Тончо Русев. Художник е Руси Дундаков.

## Актьорски състав
| Роля                                             | Изпълнител        |
| ------------------------------------------------ | ----------------- |
| д-р Вяра Задгорска-Добрева                       | Аня Пенчева       |
| Кирил Дечев, адвокат                             | Стефан Данаилов   |
| Асен Вълчев                                      | Борис Луканов     |
| господин Теодосий, съдържател на хотел „Централ“ | Николай Бинев     |
| Тинка, сервитьорка                               | Невена Коканова   |
| файтонджията Лукан                               | Антон Горчев      |
| Виктор Карабашев, евреин                         | Сотир Майноловски |
| учителят г-н Добрев                              | Асен Миланов      |
| обущарят бай Минчо                               | Иван Гайдарджиев  |
| Ленчето, сервитьорка                             | Катя Филипова     |
|                                                  | Иван Несторов     |
| Пано                                             | Васил Банов       |
| чичо Калуде                                      | Георги Кишкилов   |
| Райна, жената на Кирил Дечев                     | Соня Маркова      |
| жената на Лукан                                  | Кина Мутафова     |
| сестрата на Калуде                               | Домна Ганева      |
| фелдшерът-съсед                                  | Васил Димитров    |
| Кънчо                                            | Кольо Дончев      |
|                                                  | Ирен Кривошиева   |
|                                                  | Зефир Горчев      |
|                                                  | Йона Наумова      |